# Laurel Dorado de Liechtenstein
El Laurel Dorado del Gobierno por Méritos Especiales al Deporte de Liechtenstein (en alemán: Goldene Lorbeerblatt) es el premio de mayor importancia en el ámbito del deporte dentro del Principado de Liechtenstein, y se ha otorgado desde 2003 a los deportistas que han hecho contribuciones sobresalientes al deporte en el Principado, así como a los atletas exitosos. El premio fue creado por iniciativa de la Comisión de Deportes de Liechtenstein. 

## Premio
El premio consiste de una placa de acrílico en la que se coloca una hoja de laurel bañada en oro de 18 quilates. La base de la placa se une utilizando dos bolas de plata oxidadas. El escudo de armas de Liechtenstein está grabado en la parte posterior de la placa de acrílico. Las letras están grabadas en plata y oro. Cada premio consiste de una pieza única. 

## Premiados
| Año  | Deportista            | Deporte                          | Notas                                                                                           |
| ---- | --------------------- | -------------------------------- | ----------------------------------------------------------------------------------------------- |
| 2003 | Eduard von Falz-Fein  | —                                | Fue vicepresidente del Comité Olímpico de Liechtenstein. No llegó a competir en ningún deporte. |
| 2003 | Xaver Frick           | Atletismo                        |                                                                                                 |
| 2004 | Hanni Wenzel          | Esquí                            |                                                                                                 |
| 2004 | Willi Frommelt        | Esquí                            |                                                                                                 |
| 2005 | Adolf Heeb            | Ciclismo                         |                                                                                                 |
| 2005 | Roman Hermann         | Ciclismo                         |                                                                                                 |
| 2006 | Andreas Wenzel        | Esquí                            |                                                                                                 |
| 2006 | Nora de Liechtenstein | —                                | Fue presidenta del Comité Olímpico de Liechtenstein. No llegó a competir en ningún deporte      |
| 2007 | Andi Schurti          |                                  |                                                                                                 |
| 2007 | Josef Hoop            |                                  |                                                                                                 |
| 2008 | Paul Frommelt         | Esquí                            |                                                                                                 |
| 2008 | Ursula Konzett        | Esquí                            |                                                                                                 |
| 2010 | Martha Bühler         | Esquí alpino                     |                                                                                                 |
| 2010 | Louis Oehri           |                                  |                                                                                                 |
| 2010 | Rudolf Schädler       |                                  |                                                                                                 |
| 2012 | Peter Knight          |                                  |                                                                                                 |
| 2012 | Marco Büchel          | Esquí                            |                                                                                                 |
| 2014 | Josef Eberle          |                                  |                                                                                                 |
| 2014 | Wolfgang Schädler     | Luge                             |                                                                                                 |
| 2016 | Rainer Hasler         | Futbolista                       | Póstumo                                                                                         |
| 2016 | Wolfgang Matt         | Piloto de vuelo a control remoto |                                                                                                 |
| 2018 | Zeno Marxer           |                                  |                                                                                                 |
| 2018 | Biggi Beck-Blum       |                                  |                                                                                                 |
| 2021 | Birgit Heeb-Batliner  | Esquí alpino                     |                                                                                                 |